# Kim Ki-soo
Dans ce nom coréen, le nom de famille, Kim, précède le nom personnel.
Pour les articles homonymes, voir Kim.
Kim Ki-soo est un boxeur sud-coréen né le 17 septembre 1939 à Pukchong et mort le 10 juin 1997 à Séoul.

## Carrière
Champion de Corée des poids moyens entre 1961 et 1963 puis champion d'Asie OPBF de la catégorie en 1965, il devient champion du monde des super-welters WBA et WBC le 18 juin 1965 en battant aux points Nino Benvenuti. Kim conserve ses ceintures face à Stan Harrington, Freddie Little mais s'incline aux points contre Sandro Mazzinghi le 26 mai 1968.